# .sj
.sj是为斯瓦巴和扬马延而保留的互联网国家代码顶级域名，其域名注册局是Norid，但不对外开放注册。由于国际标准化组织为斯瓦尔巴特群岛和扬马延两块挪威的享有特殊司法权的领土规定了ISO 3166-1二位字母代码SJ，而国家代码顶级域名是根据这一标准而制定的，故这一域名于1997年8月21日被写入根域名库。与此同时，布韦岛获得了对应的.bv域名。因为对于那些与斯瓦巴和扬马延有联系的组织和个人来说，挪威分配到的.no已经足够使用，而挪威政策规定不将域名资源商业化，所以.sj域名不开放注册。如果该域名投入使用，它将受挪威通信管理局监管，并遵循与.no相同的政策。

## 历史
斯瓦尔巴和扬马延是挪威的两块特殊的领土（非建制地区）。《斯瓦尔巴条约》授予挪威政府对斯瓦尔巴的完全主权，但因为该群岛是一个自由港，不属于欧洲经济区和申根区，故享有特殊地位。而扬马廷是大西洋上一个几乎无人居住的火山岛，是挪威领土的一部分。在制定ISO 3166标准的过程中，有人建议单独分出斯瓦尔巴，但挪威当局选择将扬马延也納入其中。按照这一标准，.sj域名与.bv域名于1997年8月21日同时分配，写入全球根域名库。
2015年6月，挪威计算机科学家哈肯·维姆·莱和社会主义左翼党提议启用.sj域名和.bv域名，并向挪威的公共部门和组织和一些个人提供，以用于存储数据并安全地表达言论，而不必担心安全问题。该提议旨在保护挪威当局和外国持不同政见者免受监视。

## 政策
.sj域名的注册局是位于挪威特隆赫姆的Norid，它也是.no和.bv域名的注册商。 Norid是Uninett持有的一家有限公司，而后者则归挪威教育和研究部所有。在法律上，该域名的管理权基于两方面，一方面是与互联网号码分配机构达成的协议，另一方面是由位于挪威利勒桑的挪威通信管理局出台的《电信法》规定。
.sj受《挪威国家代码顶级域名域名管理条例》（Regulation Concerning Domain Names Under Norwegian Country Code Top-level Domains，简称《域名管理条例》）监管。该条例亦对挪威.no和.bv两个顶级域名实行监管。如果.sj后来开始使用，其监管政策将会与目前.no相关的政策相同。虽然该域名仍被保留，且未来可能使用，但对于那些与斯瓦巴和扬马延有联系的组织和个人来说，挪威分配到的.no已经足够使用；而对.sj和.bv这两个未使用的顶级域名进行商业化，与挪威的政策相矛盾，故挪威暂时没有计划开放该域名的注册。